# Alex Hirsch
Alexander Robert Hirsch (né le 18 juin 1985 à Piedmont, Californie), dit Alex Hirsch, est un dessinateur, scénariste, producteur de télévision et acteur américain.
Il est plus connu pour son rôle de créateur de la série animée Souvenirs de Gravity Falls, dans laquelle il double aussi certains personnages et s'inspire de sa propre relation avec sa sœur jumelle Ariel pour la relation fraternelle entre Dipper et Mabel Pines.
Il a également travaillé en tant que dessinateur de storyboards pour les séries animées Les Merveilleuses Mésaventures de Flapjack et Ça bulle !

## Biographie

### Enfance et jeunesse
Hirsch est né le 18 juin 1985 à Piedmont, Californie. En 2007, il achève ses études au California Institute of the Arts.

### Carrière
En juillet 2012, la série animée Souvenirs de Gravity Falls qu'il a créé pour Disney est diffusée pour la première fois à la télévision.
En 2015, il participe au développement d'un jeu Gravity Falls développé par Ubisoft pour la Nintendo 3DS : Souvenir de Gravity Falls : La Légende des gémulettes gnomes,.
En juillet 2024, il sort le livre The Book of Bill (« Le livre de Bill ») qui raconte la version de l'histoire de ce qu'il s'est passé dans la série animée Souvenirs de Gravity Falls du point de vue d'un des antagonistes de la série, Bill Cipher.

## Filmographie

### Films
| Année | Titre                            | Réalisateur | Producteur | Scénariste | Acteur (rôle) | Notes                                    |
| ----- | -------------------------------- | ----------- | ---------- | ---------- | ------------- | ---------------------------------------- |
| 2006  | Off The Wall                     | Oui         | Oui        | Oui        | Oui (Wallby)  | Court-métrage                            |
| 2006  | Imaginary Friend                 | Oui         | Oui        | Oui        | Oui (Wally)   | Court-métrage                            |
| 2018  | Spider-Man: New Generation       | Non         | Non        | Oui        | Non           | Première participation à un long-métrage |
| 2021  | Les Mitchell contre les machines | Non         | Non        | Non        | Oui           | Également consultant.                    |
| 2023  | Ninja Turtles: Teenage Years     | Non         | Non        | Non        | Oui           | Long-métrage                             |

### Télévision
| Année     | Titre                                      | Producteur | Scénariste | Artiste de storyboard | Acteur (rôle)                                                           | Notes                                                           |
| --------- | ------------------------------------------ | ---------- | ---------- | --------------------- | ----------------------------------------------------------------------- | --------------------------------------------------------------- |
| 2008–2009 | Les Merveilleuses Mésaventures de Flapjack | Non        | Oui        | Oui                   | Non                                                                     |                                                                 |
| 2010–2014 | Ça bulle !                                 | Non        | Oui        | Oui                   | Oui (Clamantha Fumble, voix additionnelles)                             | Aussi consultant créatif                                        |
| 2012–2016 | Souvenirs de Gravity Falls                 | Oui        | Oui        | Oui                   | Oui (Oncle Stan, Mousse, McCroquette, Bill Crypto, voix additionnelles) | Créateur, scénariste et producteur exécutif                     |
| 2013      | Phinéas et Ferb                            | Non        | Non        | Non                   | Oui (Officier Concord)                                                  | Épisode : La terrifiante trilogie de la terreur des Trois États |
| 2015      | Rick et Morty                              | Non        | Non        | Non                   | Oui (Toby Matthews)                                                     | Saison 2, épisode 7 : Mini-Rick, méga hic                       |
| 2016      | Wander                                     | Non        | Non        | Non                   | Oui (Old Man, Soosy Du, voix additionnelles)                            | Épisode : "The Cartoon"                                         |
| 2019–2022 | Amphibia                                   | Non        | Non        | Non                   | Oui (The Curator, Frog Soos)                                            | Épisode : Wax Museum (saison 2)                                 |
| 2020–2023 | Luz à Osville                              | Non        | Non        | Non                   | Oui (King, Boubou)                                                      | Également consultant créatif                                    |
| 2021-2022 | Inside Job                                 | Oui        | Oui        | Non                   | Oui                                                                     |                                                                 |

### Jeux vidéo
| Année | Titre                                                        | Rôle                |
| ----- | ------------------------------------------------------------ | ------------------- |
| 2014  | Disney Infinity 2.0: Marvel Super Heroes                     | Voix additionnelles |
| 2015  | Disney Infinity 3.0                                          | Voix additionnelles |
| 2015  | Souvenir de Gravity Falls : La Légende des gémulettes gnomes | Développement       |